# Garges-lès-Gonesse
Garges-lès-Gonesse is Franse gemeente in het departement Val-d'Oise. Het is een voorstad van Parijs. De gemeente telde 42.388 inwoners op 1 januari 2022.
De bebouwing van Garges-lès-Gonesse bestaat hoofdzakelijk uit H.L.M.

## Geschiedenis
Garges-lès-Gonesse was tot aan het begin van de 20e eeuw een dorp dat los van Parijs lag. Het is daarna in de agglomeratie van Parijs opgenomen. Vanaf 1910 werden gronden in de gemeente opgekocht om vervolgens te verkavelen voor de bouw van arbeiderswoningen. Die ontwikkeling ging vooral in de jaren 50 snel, toen een groot gebied in een keer samen met Sarcelles, dat naast Garges-lès-Gonesse ligt, werd verstedelijkt. Er heerste in die periode een grote woningcrisis in de regio Parijs. Zo ontstonden de hoogbouwwijken Dame Blanche, Les Basses-Bauves, Barbusse en Centre-ville in de jaren 60 en La Muette en Les Doucettes in de jaren 70. Toch kon dit bouwprogramma niet voorkomen dat in de jaren 1960 sloppenwijken ontstonden in Garges-lès-Gonesse, waar voornamelijk immigranten woonden. Door de stadsontwikkeling werd het oude dorpscentrum (Vieux Pays) niet meer geschikt geacht als centrum van de gemeente. In de wijk Centre-ville werd in 1975 een nieuw gemeentehuis geopend. In de jaren 80 ontstonden door de toegenomen werkloosheid probleemwijken. Er werd geprobeerd aan de problemen tegemoet te komen door de renovatie van de flatgebouwen en de aanleg van infrastructuur en groenruimten.

## Verkeer en vervoer
Het ligt tegen vliegveld Le Bourget aan. Er zijn vanaf het station Garges - Sarcelles verbindingen met de RER D, lijn 5 van de tram van Île-de-France en de bus, waaronder een geleide bus.

## Geografie
De oppervlakte van Garges-lès-Gonesse bedroeg op 1 januari 2022 5,47 vierkante kilometer; de bevolkingsdichtheid was toen 7.749,2 inwoners per km².
De onderstaande kaart toont de ligging van Garges-lès-Gonesse met de belangrijkste infrastructuur en aangrenzende gemeenten.

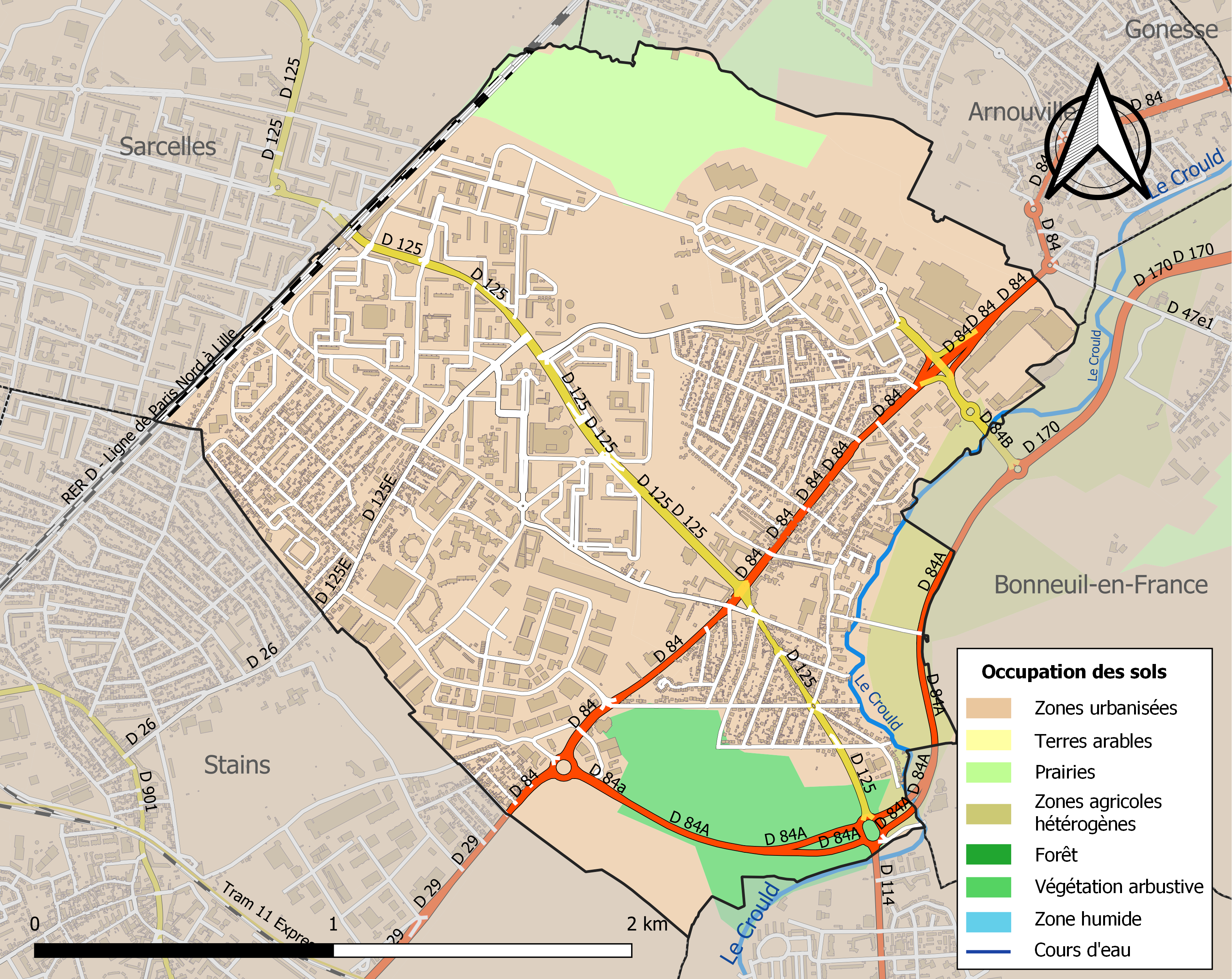

## Demografie
In 1954 telde de gemeente 4.814 inwoners. Onderstaande figuur toont het verdere verloop van het inwonertal, bron: INSEE-tellingen. 

## Websites
- Informatie over Garges-lès-Gonesse
- (fr)  Statistische informatie op de website van INSEE